# Mossberg 500
Mossberg 500 — серія помпових рушниць виробництва O.F. Mossberg & Sons. До 500-серії належать рушниці з різним калібром, довжиною ствола, фурнітурою, але однаковою ствольною коробкою. До серії належать моделі 500, 505, 510, 535, та 590. Разом з Remington 870 належить до найпопулярніших рушниць в США.

## Конструкція
Моссберг 500 — типова помпова рушниця, перезаряджання якої виконується рухом цівки назад-вперед, а канал ствола зачиняється бойовою лічинкою, що рухається всередині затвора вгору-вниз за виріз в хвостовику ствола. Набої подаються з підствольного трубчастого магазина різної місткості.
Зверху ствольної коробки є чотири отвори з різьбленням, призначені для кріплення планок під оптичні, коліматорні або діоптерні приціли.
Ствол, затвор, більшість деталей ударно-спускового механізму та інших деталей виготовлені зі сталі, ствольна коробка (єдина деталь з проставленим номером) виготовлена з алюмінієвого сплаву (її міцність забезпечується великою товщиною металу), підстава ударно-спускового механізму і пістолетне руків'я виготовлені з пластику, приклад і цівка — з пластику або деревини.
Характерною особливістю цієї помпової рушниці є запобіжник, розташований у верхній частині ствольної коробки і керований великим пальцем. На думку багатьох стрільців, такий запобіжник, аналогічний запобіжникам двоствольних рушниць, зручніше встановленого на більшості помпових рушниць запобіжника у вигляді кнопки на спусковий скобі, керованої вказівним пальцем. Крім того, такий запобіжник однаково зручний при стрільбі як з правого, так і з лівого плеча. При заміні штатного приклада на приклад з пістолетною рукояткою або пістолетну рукоятку, користуватися запобіжником стає незручно, тому в США для рушниць Мосберг продаються напівпістолетні рукоятки (їх часто порівнюють з рукояткою обріза).

## Варіанти виконання
«Модель 500» насправді позначає ціле сімейство різних моделей помпових рушниць розрахованих на набої завдовжки 75 мм (3 дюйма, так звані «магнум»). Стандартні моделі можуть мати один набій в патроннику та або 5 набоїв завдовжки 70 мм, або 4 набої магнум в магазині. Рушниці «моделі 500» виготовляють для 12, 20, та .410 калібрів. Раніше пропонувались рушниці 16 калібру, але їх виробництво було припинене.

### Покриття
Зазвичай, ствольні коробки моделі 500 вкриті анадованням алюмінієвим сплавом, а стволи поліровані та воронені (підчорнені). Деякі моделі мають фарбовану глянцем ствольну коробку та ствол. Також є моделі ствольні коробки і стволи яких мають матову поверхню.
Існують також моделі з камуфляжним розфарбуванням. Приклади можуть бути виготовлені як з дерева, так і з композитних матеріалів. Окремо, на модель Mariner нанесене стійке до корозії покриття.

### Моделі 500, 590, 590A1

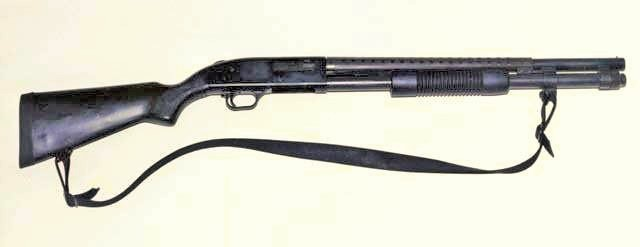
Mossberg 590 зі стволом довжиною 20 дюймів (510 мм).

Основна відмінність між моделями 500 та 590 полягає в конструкції трубчатого магазина. Магазини серії 500 закриті з дульного кінця, а ствол кріпиться на винт. Магазини моделі 590 можна відкривати з дульного кінця, а ствол кріпиться болтом. Магазин 500 серії дозволяє порівняно легко міняти ствол. Натомість магазин 590 моделі полегшує чистку зброї та заміну деталей.

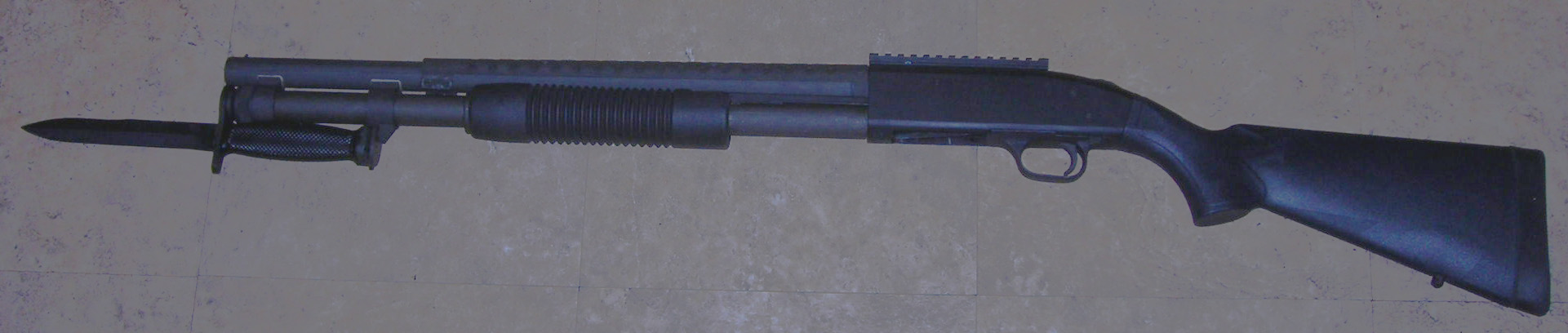
Матовий Mossberg 590A1 з багнетом М7, верхня рейка Пікатіні, та модифікований стандартний кожух моделі 590.

### Моделі Бентам і Супер Бентам

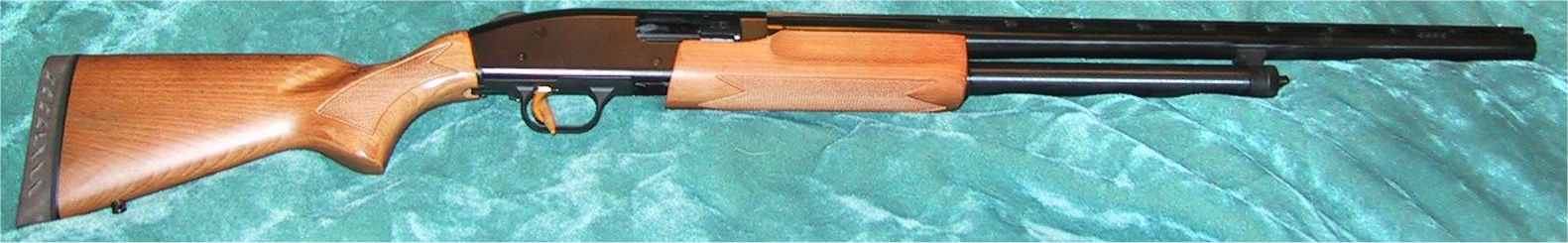
Mossberg 500 Bantam зі стволом 610 мм (24 дюйма) завдовжки. Приклад коротше стандартних моделей.

На відміну від стандартних моделей, Бентам і Супер Бентам (англ. Bantam, англ. Super Bantam) мають коротші приклади, які роблять зброю зручнішою для людей з габаритами менші за середні. Також на тильник приклада кріпляться додаткові амортизаційні підкладки.

### Модель 505
Модель 505 «англ. Youth» (молодь) була представлена в 2005 році та являє собою зменшений варіант Бентам. Деталі цих рушниць не сумісні з деталями інших рушниць 500 серії. Модель 505 представлена калібрами 20 та .410.

### Модель 535
Модель 535 була представлена 2005 року, вона схожа на модель 500, але приймає набої 89 мм (3.5 дюйма), а також і 70 мм та 76 мм. Модель 535 дешевша альтернатива Mossberg 835 Ulti-Mag, але на відміну від моделі 835 ствол не розсверлений. Однак, ствол 535 дозволяє стріляти кулями, що не дозволяє ствол моделі 835.
Стволи моделі 535 не сумісні зі стволами від моделі 500 або 535, хоча виробник пропонує різні варіанти стволів для рушниць цієї моделі.
Модель 535 також пропонується і у «тактичній» модифікації з діоптерним прицілом, пістолетною рукояттю та складним прикладом.

### Місткість магазина
Модель 500 виготовляється з різною конфігурацією ствольної коробки, основна відмінність яких полягає в конструкції магазина. Магазин базової моделі 500 вміщує 5 набоїв довжиною 70 мм, іще один набій може знаходитись в патроннику. Існують варіанти магазина для 500 моделі на 7 набоїв. Так, модель 590А1 пропонується з магазинами на 5 та 8 набоїв.
Модифікації з подовженими магазинами мають стволи, відмінні від стандартних, оскільки ствол утримується кріпленням до магазина.

## Варіанти застосування

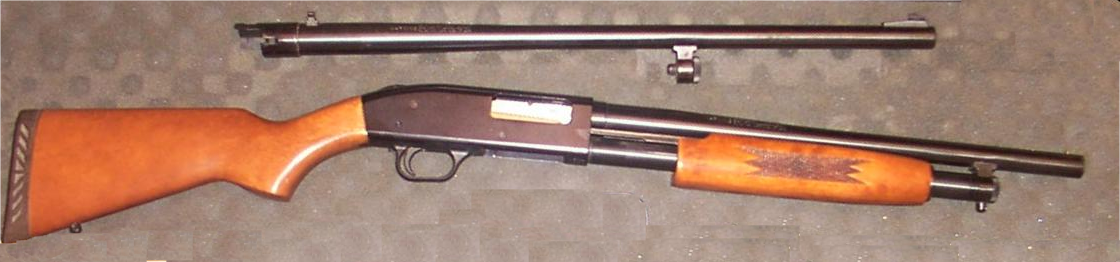
Mossberg 500 зі стволом 470 мм (18.5 дюйма) завдовжки, та 610 мм (24 дюйма) ствол з гвинтівковим прицілом. Обидва стволи мають циліндричний канал.

Виробник пропонує рушниці моделі 500 в багатьох варіантах для різних застосувань. Простота зміни ствола на рушницях 500 моделі дозволяє власникові обирати ствол в залежності від задачі. У продажу рушниці 500 моделі пропонуються в двох широких категоріях: мисливські та спеціального призначення.

### Мисливські рушниці
Мисливські варіанти рушниць можуть бути пристосовані для різних видів полювання та спортивної стрільби. Більшість гладкоствольних рушниць мають змінні чоки а також для них виготовляють стволи з вентильованими прицільними планками. Стволи для стрільби кулями мають гвинтівкові приціли або кріплення для оптичних прицілів, канал у них може бути як гладким, так і нарізним.

### Рушниці спеціального призначення
Рушниці спеціального призначення пропонуються для самозахисту, поліції або військового застосування. Рушниці спеціального призначення мають коротші стволи, 47 см (18.5 дюйма) у рушниць на 6 набоїв, або 51 см (20 дюйма) у рушниць на 8 або 9 набоїв, але стволи сумісні з рушницями на таку ж кількість набоїв 500 серії. Більшість моделей мають позначення SPX, Tactical, Mariner, тощо.
На рушниці спеціального призначення може бути встановлене додаткове обладнання, телескопічні приклади, приклади з патронташем на 4 набої, пістолетним руків'ям, додатковим руків'ям на цівку, діоптерним прицілом, рейкою Пікатіні, надствольним кожухом, дуловим гальмом, та навіть кріпленням для багнета. Всі рушниці спеціального призначення мають покриття чорного кольору.
Слід зазначити, що рушниці «спеціального призначення» (англ. Special Purpose) відрізняються від рушниць для поліції (англ. Law Enforcement); останні мають витриваліші стволи, потужніші запобіжники, та призначені для інтенсивнішого використання.

### Моделі для поліції

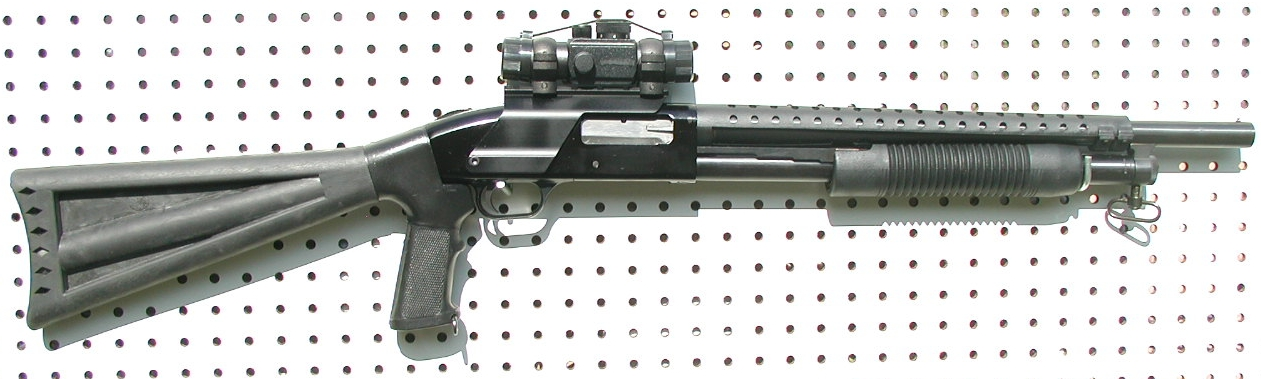
Model 500 для працівників поліції (Law enforcement)

До моделей рушниць для поліції належить 590A1. Ця модель відрізняється від інших рушниць 500/590 серії тим, що має важчий ствол, металеві запобіжники та спускову скобу. Рушниці моделі 590A1 пропонують зі стволами довжиною 36 см (14 дюймів), 47 см (18.5 дюймів) та 51 см (20 дюймів). Рушниці 590A1 були розроблені з дотриманням суворіших військових стандартів та знаходяться на озброєнні військових США та їхніх союзників.

### Для особистого захисту
Модель 500 HS410 (англ. Home Security — захист оселі) пропонується зі стволом .410 калібру й розроблена саме для самозахисту. Ця рушниця має вкорочений приклад (як в моделях для молоді), вертикальну рукоятку на цівці, спеціальне дульне гальмо та ствол з чоком, що сприяє ширшому розсіюванню дробу. Попри те, що .410 калібр — найслабший серед звичайних рушниць, він все одно залишається досить потужною зброєю. Куля вагою в 90 гран має дульну енергію на рівні (а в деяких випадках — вищу) за .357 Магнум при стрільбі зі ствола повної довжини. Модель HS410 створена для початківця, якому необхідна проста у використанні та ефективна зброя для самозахисту. В пакеті з рушницею додано навчальне відео, а деякі варіанти мають лазерну указку вмонтовану в руків'я на цівці.

## Маверік
Мосберг також продає дешевший варіант рушниць 500 моделі під брендом англ. Maverick Arms, Mossberg Maverick 88, який виглядає майже однаково з рушницями 500 моделі. Рушинці Мосберг та Маверік мають багато сумісних деталей однак мають і деякі відмінності, наприклад, в конструкції запобіжника та спускового механізму. Пропонується два варіанта моделі 88: мисливська та бойова, місткість магазина може становити 6 та 8 набоїв. Гарантія виробника на рушниці Меверік складає 1 рік. Деякі деталі виготовляють в Мексиці, а збирають у готовий виріб на фабриці в Ігл Пасс, окрузі Маверік, а не на основних виробничих потужностях Мосберг в Коннектикуті.

## Номери моделей
- 500A = 12 калібр
- 500B = 16 калібр
- 500C = 20 калібр
- 500D = 28 калібр, (не виготовлялась)
- 500E = .410 калібр[7]